# Säimenensaari
Säimenensaari är en ö i Finland. Den ligger i sjön Orivesi och i kommunen Nyslott i  landskapet Södra Savolax, i den sydöstra delen av landet, 300 km nordost om huvudstaden Helsingfors. Öns area är 1,14 kvadratkilometer och dess största längd är 2,4 kilometer i öst-västlig riktning.